# 如己堂

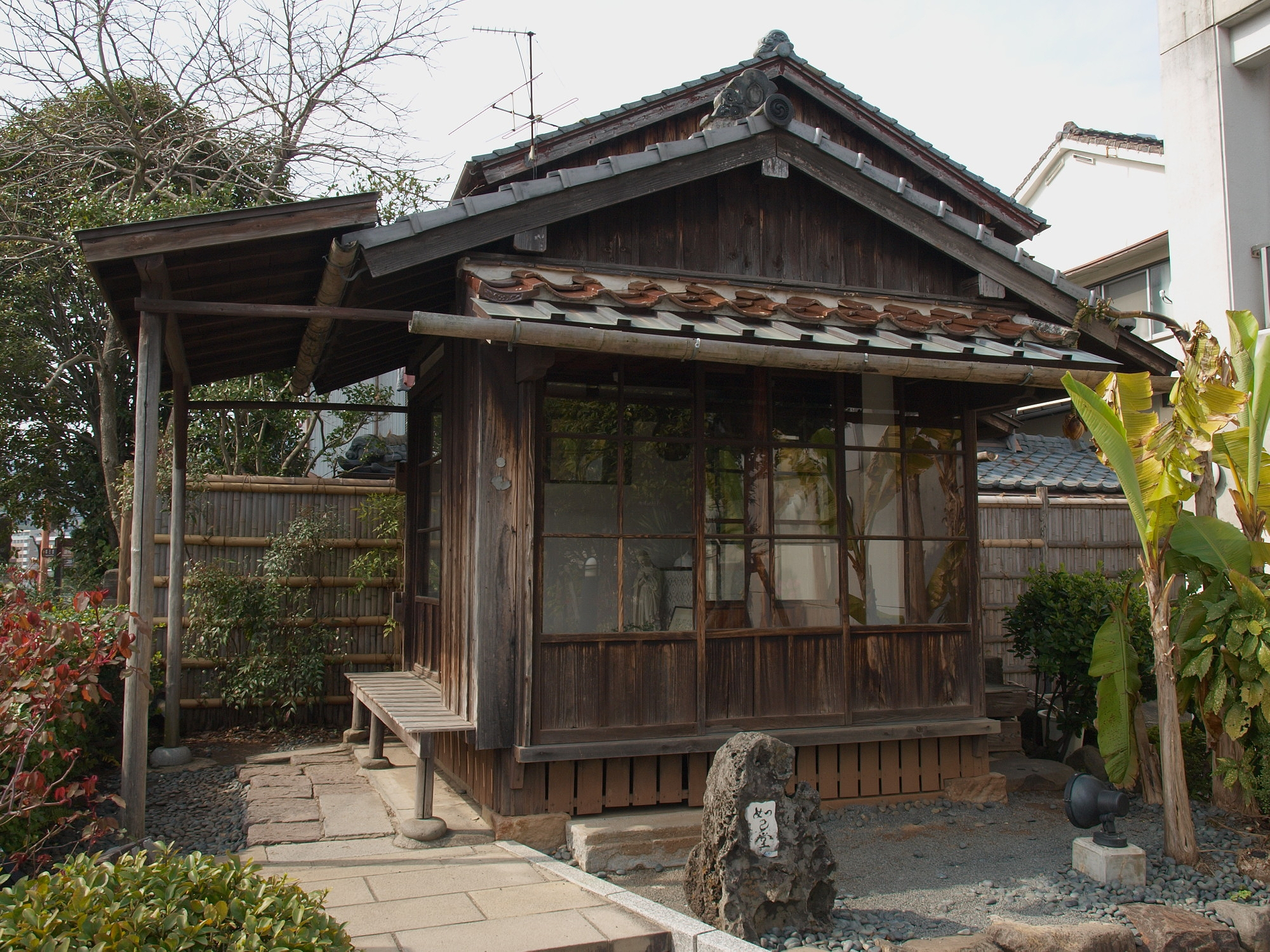
如己堂

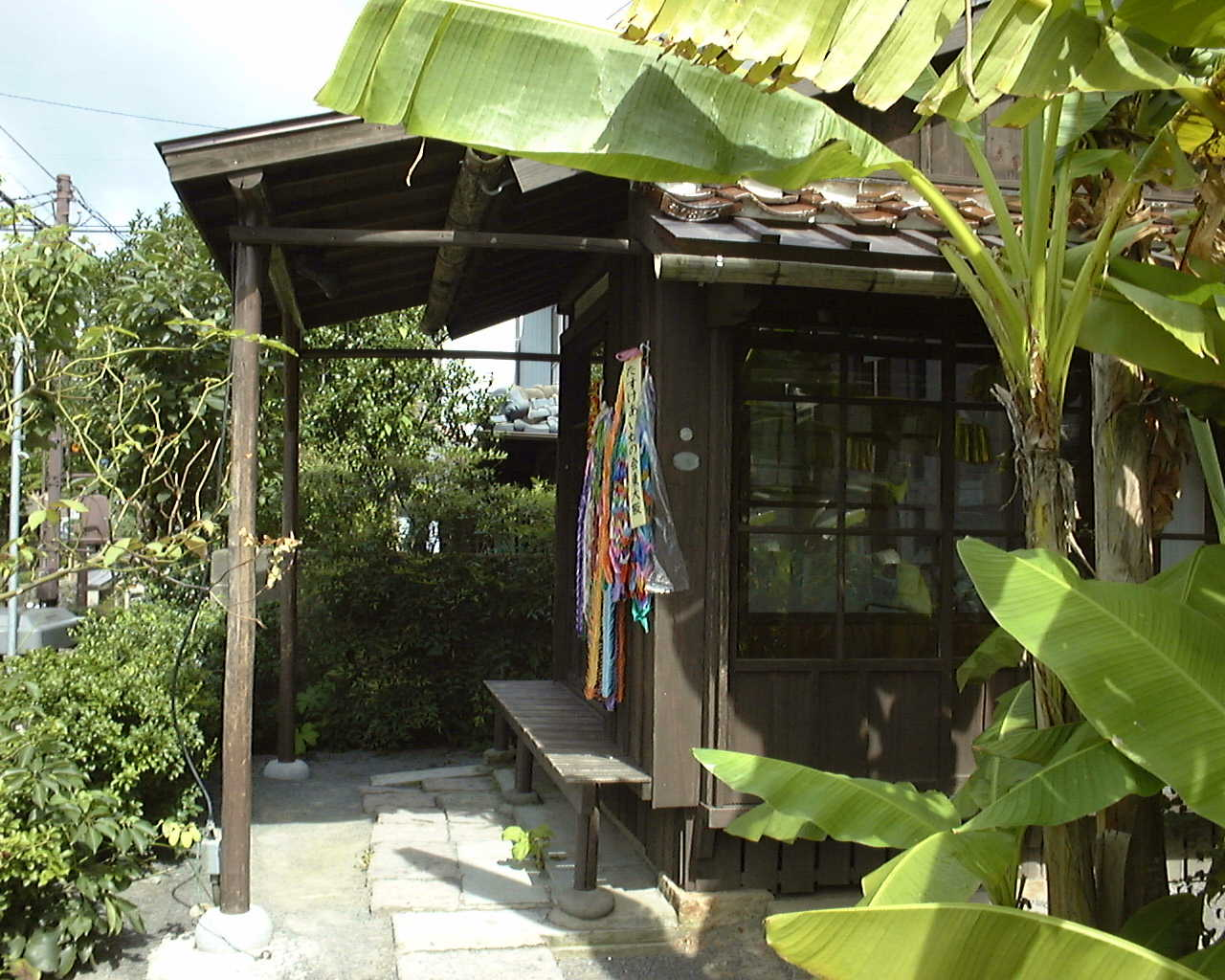
如己堂

如己堂（にょこどう）は、長崎県長崎市にある、永井隆が白血病の療養をしながら執筆活動に励んだ建物である。長崎の被爆から約3年後の1948年（昭和23年）3月、長崎市浦上の人達やカトリック教会の協力により建てられていた。この二畳一間の部屋で、永井隆の著名な作品の数々が生まれた。
現在は、隣接地に長崎市永井隆記念館が建てられている。

## 名前の由来
浦上の人々が原爆で財産を失ったにもかかわらず、永井隆のために建てた建物であり、それに感銘を受けた永井が「己の如く隣人を愛せよ」という意味を込めて「如己堂」と名付けた。
新約聖書マルコによる福音書12章31節にある「己の如く人を愛せよ」という言葉から名付けられた。

## 歴史
如己堂が建てられた場所は、帳方屋敷の跡地でもある。帳方とは、潜伏キリシタンの信仰組織における組頭である（惣頭ともいう）。浦上村の初代帳方は孫右衛門で、その後の帳方も孫右衛門の子孫から選ばれており、この地にあった帳方屋敷に住んでいた。1856年に起きた浦上三番崩れにより、初代孫右衛門から続いた帳方は7代目の吉蔵で途絶えることになったが、この吉蔵は永井隆の夫人・みどりの曾祖父にあたる。

## その他
- 如己堂の赤瓦は、永井隆の出身地である島根県飯石郡三刀屋町（現雲南市）にある実家から運ばれたものである。
- 2008年、永井隆の生誕100周年を記念して、出身地の雲南市にある永井隆博士記念館の敷地内に、如己堂が再現された。

## 所在地
〒852-8112 長崎県長崎市上野町22-6